# Skai Jackson
Skai Jackson (n. 8 aprilie 2002, New York City, New York, SUA) este o actriță americană, YouTuber și autor, care a fost inclusă în lista celor mai influenți adolescenți din 2016 a revistei Time.